# Beschäftigungspflicht
Der Rechtsbegriff Beschäftigungspflicht bezeichnet einerseits die privatrechtliche Pflicht des Arbeitgebers, den Arbeitnehmer im Rahmen des durch den Arbeitsvertrag definierten Arbeitsverhältnisses auch tatsächlich zu beschäftigen. Sie ist das juristische Pendant zur Arbeitsleistungspflicht des Arbeitnehmers. Gebräuchlich ist der Begriff aber ebenso für die sich aus § 154 Abs. 1 des Neunten Buches Sozialgesetzbuch (SGB IX) ergebende Pflicht der Arbeitgeber, einen gesetzlich vorgeschriebenen Anteil schwerbehinderter Arbeitnehmer zu beschäftigen.

## Privatrechtliche Beschäftigungspflicht
Die privatrechtliche (vertragliche) Beschäftigungspflicht wird aus dem allgemeinen Persönlichkeitsrecht des Arbeitnehmers abgeleitet, das ihm den Anspruch darauf gibt, nicht nur bezahlt zu werden, sondern auch in einer dem Arbeitsvertrag entsprechenden angemessenen Form beschäftigt zu werden, da seine Arbeit neben schlichter Erwerbstätigkeit auch Bestandteil der Entfaltung seiner Persönlichkeit ist. Aus diesem Grunde ist anerkannt, dass es dem Arbeitgeber verwehrt sein muss, mit der Arbeitskraft des Arbeitnehmers beliebig zu verfahren.
Eine vom Arbeitgeber einseitig ausgesprochene Suspendierung eines Arbeitnehmers ist daher angesichts der das Persönlichkeitsrecht des Arbeitnehmers schützenden Beschäftigungspflicht nur ausnahmsweise, nämlich im Falle des Vorliegens eines wichtigen Grundes, als vorläufig milderes Mittel zur Vermeidung einer sofortigen außerordentlichen Kündigung zulässig.

## Öffentlich-rechtliche Beschäftigungspflicht
Die öffentlich-rechtliche Beschäftigungspflicht bedeutet, dass private ebenso wie staatliche Arbeitgeber, die über mindestens 20 Arbeitsplätze verfügen, auf wenigstens 5 % der Arbeitsplätze schwerbehinderte Menschen zu beschäftigen haben (§ 154 Abs. 1 SGB IX). Bei der Berechnung sich ergebende Bruchteile von 0,5 und mehr sind aufzurunden, bei Arbeitgebern mit jahresdurchschnittlich weniger als 60 Arbeitsplätzen abzurunden (§ 157 Abs. 2 SGB IX).
Hierbei kommt es auf die Zahl der bei dem Arbeitgeber insgesamt vorhandenen Arbeitsplätze an. Es ist also auch ein Arbeitgeber mit mehreren Betriebsteilen (z. B. Filialen), die jede für sich weniger, zusammen aber mehr als 20 Arbeitsplätze haben, an diese Pflicht gebunden.
Die Pflichtquote stellt den Mindestanteil fest. Der Arbeitgeber, der seiner Beschäftigungspflicht nachkommt, muss deshalb weiter prüfen, ob auch sonstige freie Arbeitsplätze mit schwerbehinderten Menschen besetzt werden könnten und dies gegebenenfalls tun (§ 164Abs. 1 Satz 1 SGB IX). Die Beschäftigungspflicht bezieht sich auf schwerbehinderte und gleichgestellte Menschen (§ 158 Abs. 1 SGB IX), wobei auch Inhaber von Bergmannsversorgungsscheinen (§ 158 Abs. 4 SGB IX) auf die Pflichtzahl angerechnet werden.
Falls nicht die vorgeschriebene Zahl schwerbehinderter Menschen beschäftigt wird, ist nach § 160 Abs. 1 SGB IX für jeden fehlenden Platz eine monatliche Ausgleichsabgabe zu entrichten. Die „Rote Laterne“ 2016 bei den Landesbehörden haben Niedersachsen gefolgt von Baden-Württemberg (4,86 Prozent) bei der Beschäftigungsquote schwerbehinderter Menschen.
Die Beschäftigungspflicht des Arbeitgebers besteht gegenüber dem Staat. Der einzelne Schwerbehinderte kann aus ihr keinen individuellen Anspruch auf Beschäftigung gegen einen bestimmten Arbeitgeber herleiten.
Die schuldhafte Nichterfüllung der Beschäftigungspflicht ist eine Ordnungswidrigkeit, die von der Regionaldirektion der Bundesagentur für Arbeit mit der Verhängung einer Geldbuße gegen den Arbeitgeber geahndet werden kann (§ 238 Abs. 1 Nr. 1 SGB IX).

## Österreich
In Österreich muss jeder 25. Mitarbeiter eines Betriebes behindert sein. Eine Ausgleichstaxe muss als Ersatz von Behinderten gezahlt werden, wenn diese nicht eingestellt werden. Bei bis zu 24 Arbeitnehmern entfällt diese Ausgleichstaxe. Betriebe, welche in Ausbildung stehende Behinderte beschäftigen, erhalten einen Teil dieser Ausgleichstaxe.